# Папротня (Сохачевський повіт)
Папротня (пол. Paprotnia) — село в Польщі, у гміні Тересін Сохачевського повіту Мазовецького воєводства.
Населення — 1626 осіб (2011).
У 1975-1998 роках село належало до Скерневицького воєводства.

## Демографія
Демографічна структура станом на 31 березня 2011 року:
|          | Загалом | Допрацездатний вік | Працездатний вік | Постпрацездатний вік |
| -------- | ------- | ------------------ | ---------------- | -------------------- |
| Чоловіки | 869     | 138                | 598              | 133                  |
| Жінки    | 757     | 143                | 446              | 168                  |
| Разом    | 1626    | 281                | 1044             | 301                  |